# 長母趾屈筋
長母趾屈筋（ちょうぼしくっきん、Flexor hallucis longus muscle）は人間の下肢の筋肉で母趾IP関節の屈曲を行う。
腓骨の後面の下方2/3、骨間膜および下腿後筋間中隔から起こり、比較的厚い筋腹はさらに下方へ行き、その後、距骨と踵骨の長母指屈筋腱溝の中で滑液鞘に包まれた腱に移行し、筋は屈筋支帯の下をくぐって足底へ出て、母指の末節骨底で停止する。